# Mężczyzna ze strzałą
Mężczyzna ze strzałą – obraz namalowany przez Rogiera van der Weydena. Przykład późnogotyckiego malarstwa portretowego w Niderlandach. Postać identyfikowana jest z Antonim, nieślubnym synem Filipa Dobrego i Jeanne de Prelle. Obraz został namalowany ok. 1461 r. Znajduje się w zbiorach Musées Royaux des Beaux-Arts, w Brukseli.
Jest to portret namalowany na desce dębowej techniką olejną. Ma wymiary 38,4 × 28 cm
Na ciemnym neutralnym tle została ukazana en trois quartes postać mężczyzny. Artysta skupił uwagę na twarzy o ciemnych oczach, dużym nosie i pełnych ustach. Jej wyraz mówi o arystokratycznej postawie, pełnej dumy i wyniosłości. Głowę ma nakrytą stożkowatą brunatną czapką, ubrany jest w skromny ciemny jednolity strój.
Antoni był pełnomocnikiem i doradcą dworu Filipa Dobrego. Został odznaczony w 1456 w Hadze Orderem Złotego Runa, którego odznaka widnieje na jego złotym naszyjniku.  Symbol Złotego Runa nawiązuje do mitycznej legendy o Jazonie, odnosi się także do Runa Gedeona, o którym wiemy z Księgi Sędziów (Stary Testament). Gedeon był Izraelitą, wybranym przez Boga wojownikiem w walce z Madianitami, których zwyciężył.
Antoni Burgundzki ucieleśnia tu dawny rycerski ideał, uwidaczniający potęgę księstwa burgundzkiego oraz aspiracje dworzanina. Jego ojciec był przywódcą i założycielem jednego z bractw rycerskich.
Dworscy dostojnicy, wojownicy, sędziowie turniejów rycerskich byli często przedstawieni ze strzałą jako symbolem urzędu, lub jako atrybutem. Strzała mogła mieć również związek z pozycją starszego gildii łuczników, zwycięzcy corocznych turniejów strzeleckich. W 1463 Antoni Burgundzki był starszym Gildii Świętego Sebastiana w Brugii.
Rogier van der Weyden jest znany z innych portretów. Portretował przede wszystkim osobistości z dworu burgundzkiego m.in. Filipa de Croy czy samego księcia Filipa Dobrego. Zwracał uwagę na indywidualność postaci, eksponował, tak jak w przypadku Mężczyzny ze strzała, rekwizyty będące nieodłącznym elementem osobowości.